# Родиаполь
Родиаполь (др.-греч. Ῥοδιάπολις), также известный как Родия (Ῥοδία) и Родиополь (Ῥοδιόπολις) — город в древней Ликии. Сегодня он расположен на холме к северо-западу от современного города Кумлуджа в провинции Анталья (Турция).

## История
Его называют Родией Птолемей (V, 3) и Стефан Византийский; Родиаполем — на его монетах и надписях; Родиополем — Плиний Старший, который располагает его в горах к северу от Коридаллы. Считалось, что город был основан колонистами с Родоса: название Родиаполь на русском языке означает «город Родоса».
Об истории Родиаполя известно немногое. Это был относительно небольшой городок в Ликийской лиге, который имел один голос, но при этом имел право чеканить монеты. Было найдено значительное количество серебряных монет, изготовленных в Родиаполе.
В древнеримскую эпоху город прославился как родина миллионера-филантропа Опрамоя. В память о нём рядом с городским театром был установлен памятник. На стенах памятника находится самая длинная надпись в Ликии, прославляющая его благодеяния и многочисленные почести, оказанные ему. Согласно им, Опрамой пожертвовал около 500 тысяч динариев 28 городам в Ликии на восстановление ущерба, причинённого землетрясением, случившимся между 140 и 143 годами н. э. Также он профинансировал строительство двух храмов в Родиаполе. Гераклит был ещё одним знаменитым жителем города, известным своим ораторским искусством и знаниями медицины.
Согласно надписям, город был центром культа Афины Полии в эллинистическую и древнеримскую эпохи.

### Церковная история
Родиаполь находился в позднеримской провинции Ликии, поэтому его епископский престол был суффраганом Миры, митрополии этой провинции. Известен только один епископ Родиаполя, Николай, присутствовавший в 518 году на Константинопольском соборе. В Notitiae Episcopatuum этот престол упоминается ещё в XII или XIII веках.

## История раскопок
Город был открыт в 1842 году Т. А. Б. Спраттом. Первая визуальная документация и подробные исследования надписей Опрамоя были выполнены группой под руководством Э. Крикла в 1894 году. Эта территория пострадала в результате сильного лесного пожара в 2005 году. Первые раскопки в Родиаполе были проведены в 2006 году по поручению Министерства культуры и туризма и Университета Акдениза под руководством Невзата Чевика.

## Территория раскопок в наши дни
На этой территории всё ещё видны остатки акведука, небольшого театра, храма Асклепия, саркофагов и церквей. В 2011 году был обнаружен ликийский некрополь, датируемый примерно 300 г. до н. э.
Родиаполь — одна из экспериментальных площадок проекта Европейского Союза FP7 под названием «FIRESENSE». В 2010 году кафедра электротехники и электроники Билькентского университета установила на объекте и в его окрестностях несколько камер и сеть беспроводных датчиков. Используя эту систему, можно автоматически обнаруживать лесные пожары и наводнения на объекте и в его окрестностях. Основная цель системы — защитить это древнее место от стихийных бедствий. Также есть возможность удаленно контролировать объект круглосуточно, тем самым предотвращая кражи и незаконные раскопки.

## Галерея

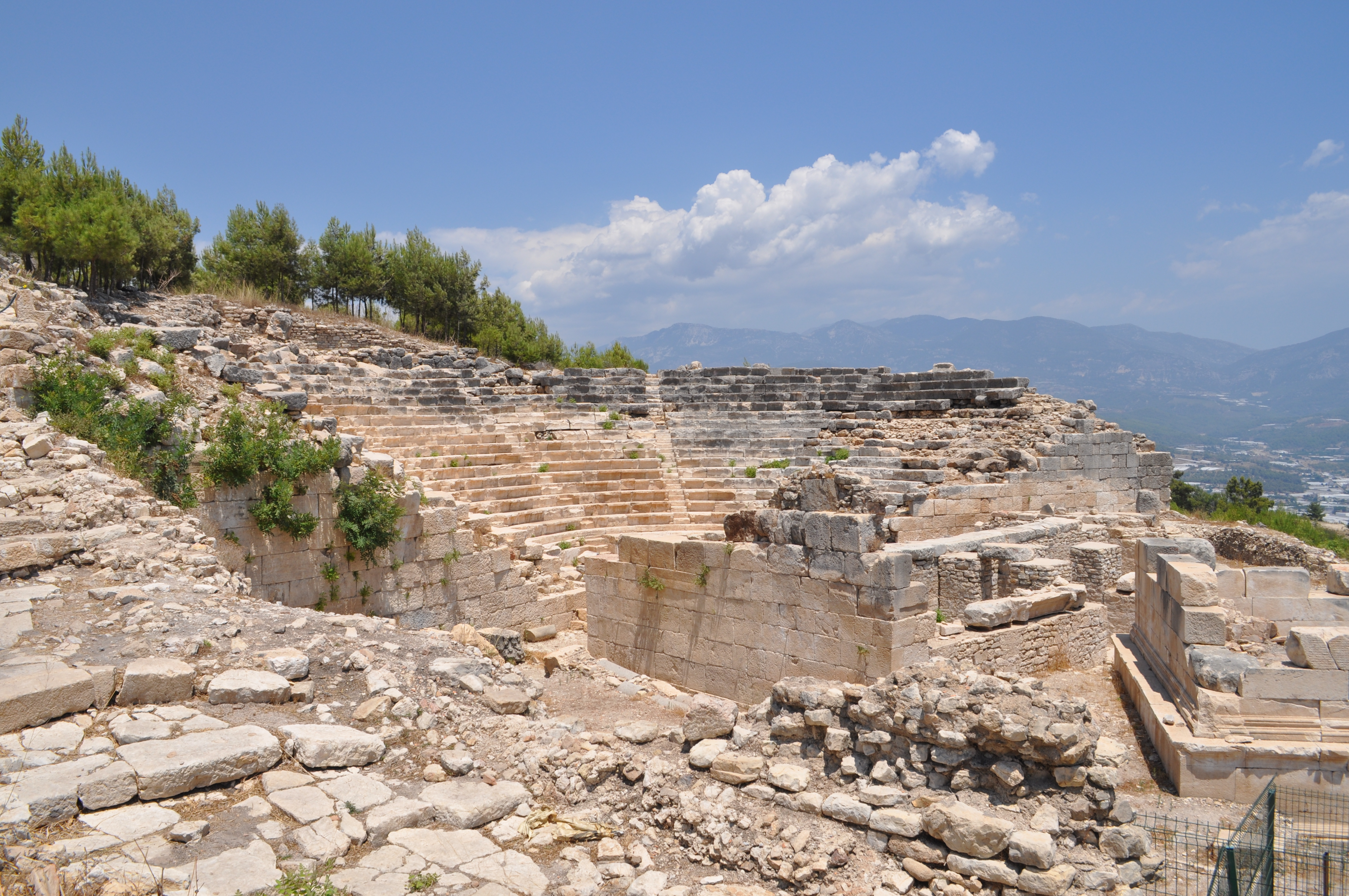
Театр
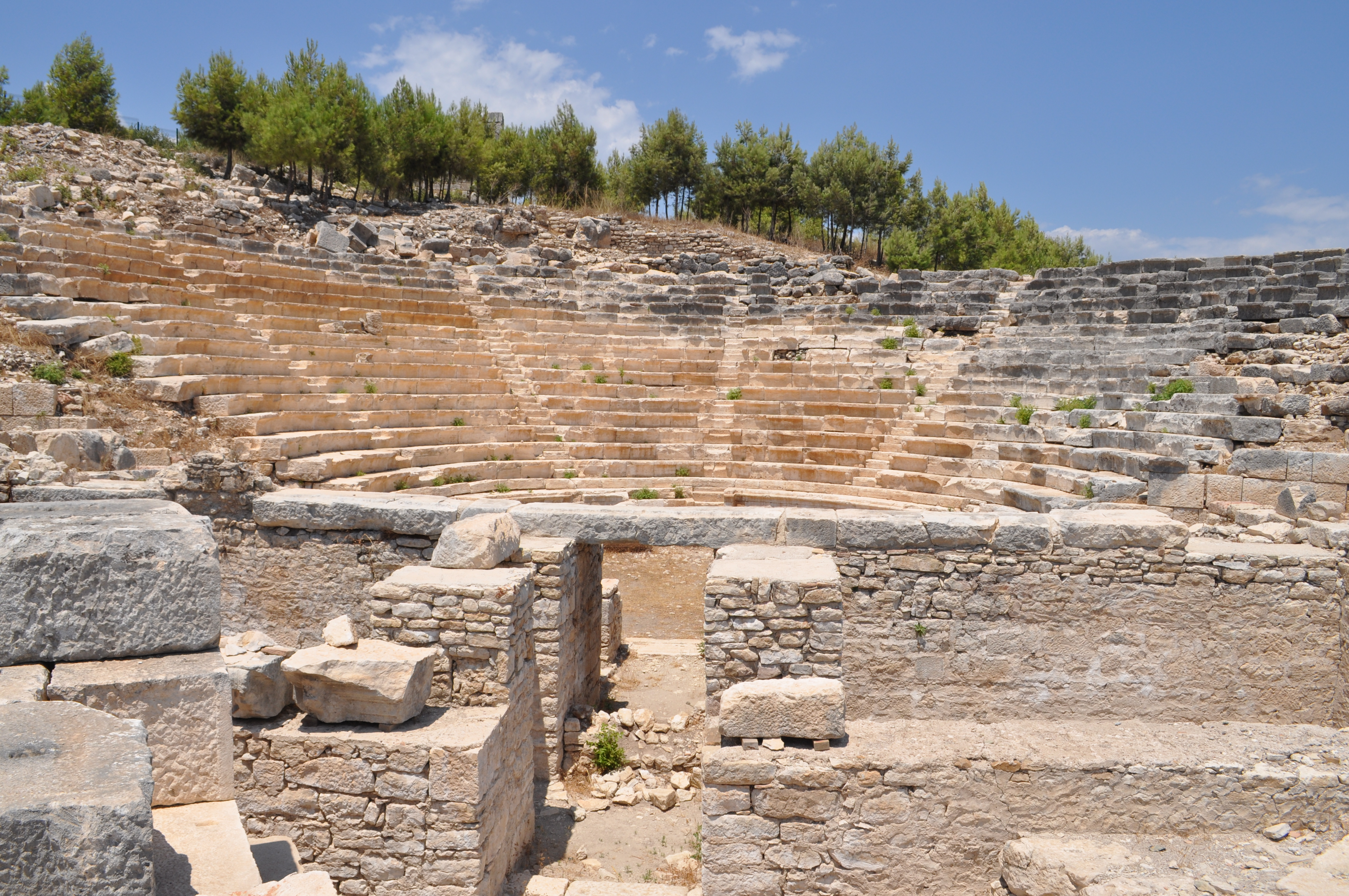
Театр
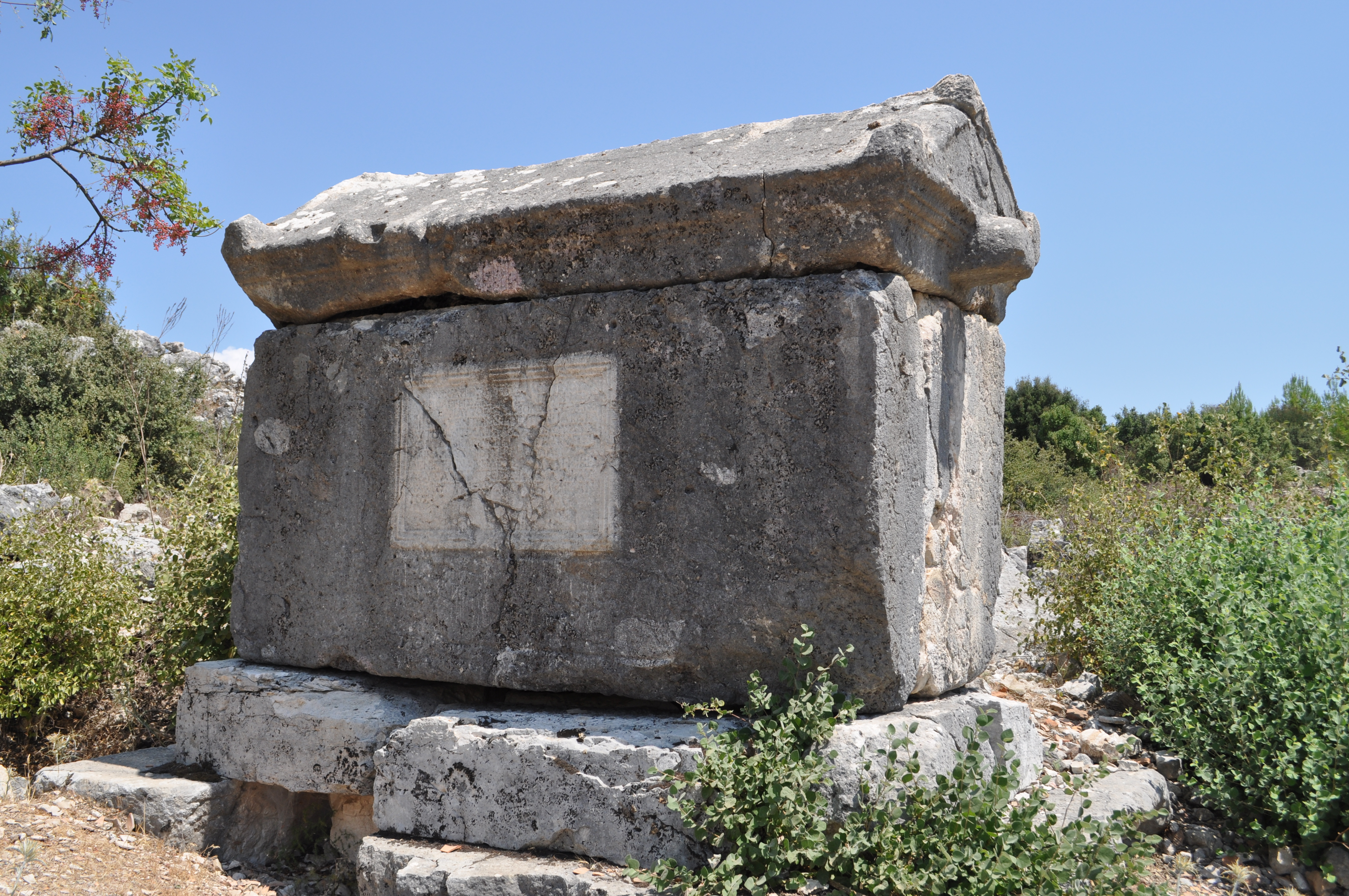
Ликийский саркофаг
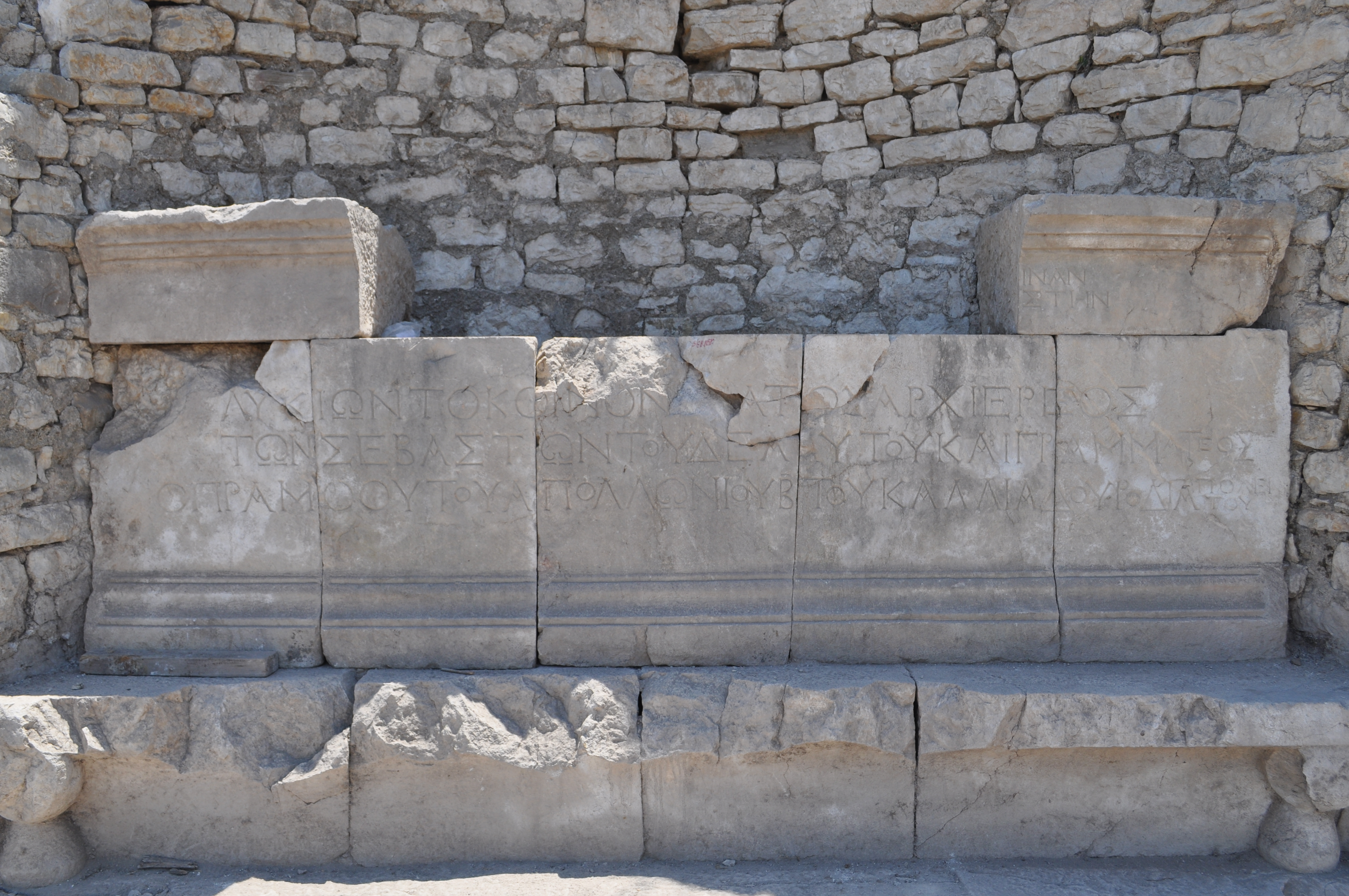
Надгробный памятник Опрамою